# Polycycnis gratiosa
Polycycnis gratiosa är en orkidéart som beskrevs av Endres och Heinrich Gustav Reichenbach. Polycycnis gratiosa ingår i släktet Polycycnis och familjen orkidéer. Inga underarter finns listade i Catalogue of Life.